# Carabineros de Chile
Carabineros de Chile (CCh) reprezintă poliția națională a Chile. La data de 27 aprilie 1927 se formează CCh.